# La Ponça
La Ponça és un mas al peu de la Riera de Malrubí, a poc menys de tres km a l'est del nucli d'Artés (el Bages) inclosa en l'Inventari del Patrimoni Arquitectònic de Catalunya.

## Arquitectura
El mas situat la casa és de planta rectangular, amb coberta a doble vessant; té diversos annexes. L'estructura de la casa, de tres pisos i construïda amb maçoneria, és setcentista. Els afegits són fets a base de maó i tova. La façana principal, per on s'accedeix a l'habitatge, és al migdia. El pis superior de la paret oest és ocupat per una galeria amb tres arcades feta amb carreus ben escairats (igual que totes les cantonades) i amb pilars de pedra. Al vessant est, i de forma perpendicular, hi ha un cos adossat que avui fa la funció de pallissa i cobert. Aquest cos rectangular és construït amb pedra de diferents mides i les obertures emmarcades amb maó. El cobert és un xic més alt que la casa i en part li tapa la perspectiva. Hi ha altres annexes més petits. El conjunt queda tancat per un barri.
Masia orientada al sud, amb portalada adovellada i, a la part central d'aquesta, un escut semi-derruït; aquesta cara Sud presenta també una construcció en forma d'eixida. A la banda Est hi ha un important adossament, posterior a la construcció de la masia on hom encara pot veure tres tines, servint actualment com a magatzem de palla. A l'oest hi ha dos balcons, i a la part superior, una eixida amb tres arcs, un dels quals està derruït.
És una masia de tres plantes: primitivament, la planta baixa era ocupada pel bestiar, la segona a habitatge i la tercera, golfes. El material de les parets està constituït per carreus no gaire regulars i en alguns sectors hi ha arrebossat. La masia no ha estat renovada i presenta una coberta a doble vessant.

## Història
Tot i que l'estructura és setcentista, la casa ha sofert diverses modificacions, sobretot durant el segle xix i també en el XX (llinda de 1834). El cobert i la pallissa corresponen a les últimes modificacions.
El mas és citat des del XIV. En el segle xvi havia tingut un molí (1558), tot i que se'n conserva alguna roda, no se'n coneix la ubicació. En els segles xviii i xix l'ocupació principal de les seves terres era la vinya i el 1834 es demanava que se li rebaixés la contribució per estar la finca afectada de míldiu i fil·loxera.
En el capbreu de 1693 el declarava Joan Ponsa, pagès d'Artés, habitat. En el cadastre de 1774, el mas Ponsa era de Francesc Ponsa. El 1872 era de Benito Ponsa, però diu de Camps. El 1954, el mas tenia 35,2 Ha, i és declarat per Josep Reixac Estebanell de Calders. Vol dir això que va haver-hi masover des que la família Ponsa va anar-se'n a Camps.
El 1915 hi apareix Antoni Vall Corderoure i el 1960 ho era Daniel Tries Fabregas, pagès de Sabadell.